# Selathampatti
Selathampatti es una ciudad censal situada en el distrito de Salem en el estado de Tamil Nadu (India). Su población es de 6659 habitantes (2011).

## Demografía
Según el censo de 2011 la población de Selathampatti era de 6659 habitantes, de los cuales 3417 eran hombres y 3242 eran mujeres. Selathampatti tiene una tasa media de alfabetización del 63,58%, inferior a la media estatal del 80,09%: la alfabetización masculina es del 69,82%, y la alfabetización femenina del 56,97%.